# Kefersteinia bertoldii
Kefersteinia bertoldii är en orkidéart som beskrevs av Rudolph Jenny. Kefersteinia bertoldii ingår i släktet Kefersteinia och familjen orkidéer. Inga underarter finns listade i Catalogue of Life.